# Adam Murphy
Pour les articles homonymes, voir Murphy.
Adam Murphy, né le 8 avril 2005 à Dublin en Irlande, est un footballeur irlandais qui évolue au poste de milieu central au Bristol City.

## Biographie

### En club
Né à Dublin en Irlande, Adam Murphy est formé par le Belvedere FC avant de rejoindre en 2020 le St. Patrick's Athletic FC, où il poursuit sa formation. En 2021, à seulement 15 ans il s'entraîne pour la première fois avec l'équipe première, alors que le club décide de payer sa scolarité, une initiative vouée à encourager les jeunes talents du club. Il continue de progresser avec les jeunes, étant notamment sacré champion d'Irlande avec l'équipe des moins de 19 ans du club en 2022.
Il participe à la finale de la coupe d'Irlande 2023, qui a lieu le 12 novembre 2023 face au Bohemians FC. Il entre en jeu à la place de Chris Forrester (en) et son équipe s'impose par trois buts à un,.
Le 3 janvier 2024, Adam Murphy quitte le club et rejoint Bristol City. Il signe un contrat courant jusqu'en juin 2027, avec une année supplémentaire en option,.

### En sélection
Adam Murphy représente l'équipe d'Irlande des moins de 17 ans, jouant au total trois matchs en 2022. Le premier a lieu le 12 février 2022, lors d'un match amical contre la Belgique où il est titularisé, et son équipe s'impose par un but à zéro.
Murphy joue son premier match avec l'équipe d'Irlande espoirs le 8 septembre 2023, contre la Turquie. Il est titularisé lors de cette rencontre qui se solde par la victoire de son équipe par deux buts à un,.

## Palmarès

### En club
St. Patrick's Athletic FC
- Coupe d'Irlande
  - Vainqueur : 2023.